# Euryopis sagittata
Euryopis sagittata là một loài nhện trong họ Theridiidae.
Loài này thuộc chi Euryopis. Euryopis sagittata được Octavius Pickard-Cambridge miêu tả năm 1885.